# Fraueneishockey-Bundesliga 2014/15
Die Saison 2014/15 war die 27. Austragung der Fraueneishockey-Bundesliga in Deutschland. Die Ligadurchführung erfolgte durch den Deutschen Eishockey-Bund. Die Spielzeit der Hauptrunde begann mit ihrem ersten Spieltag am 27. September 2014 und endete am 8. März 2015.

## Modus
Wie in der Vorsaison spielten die Bundesliga-Vereine zunächst eine Doppelrunde aus. Der Sieger der Doppelrunde wurde der Deutsche Meister. Die bisherige Drei-Punkteregelung wurde beibehalten, so dass bei einem Sieg in der regulären Spielzeit der Sieger drei Punkte, der Verlierer gar keinen Punkt erhält. Bei einem Unentschieden nach der regulären Spielzeit erhielten beide Mannschaften jeweils einen Punkt. Der Sieger des anschließenden Penaltyschießens erhielt einen Zusatzpunkt.
Es starteten die Mannschaften der Vorsaison ohne die ESG Esslingen, die sich aus der ersten Liga zurückzog. Dafür nahm der EKU Mannheim Käfertal teil, dessen Frauenmannschaft unter neuem Namen als Maddogs Mannheim antritt. Die Damen des Vereines nahmen als Kurpfalz Ladys bereits von 2004 bis 2011 an der höchsten deutschen Fraueneishockeyliga teil.

## Teilnehmende Mannschaften
- ESC Planegg/Würmtal (Meister)
- EC Bergkamen
- Eisladies Berlin
- ECDC Memmingen
- SC Garmisch-Partenkirchen
- ERC Ingolstadt
- Maddogs Mannheim

## Kreuztabelle
Endstand vom 8. März 2015
| Hinrunde | Hinrunde | Hinrunde | Hinrunde              | Hinrunde | Hinrunde | Hinrunde |             | Rückrunde | Rückrunde | Rückrunde | Rückrunde             | Rückrunde | Rückrunde | Rückrunde |
| -------- | -------- | -------- | --------------------- | -------- | -------- | -------- | ----------- | --------- | --------- | --------- | --------------------- | --------- | --------- | --------- |
| ESC      |          |          | Datei:OSC Berlin Logo |          |          | MM       | Verein      | ESC       |           |           | Datei:OSC Berlin Logo |           |           | MM        |
|          | 2:4      | 3:2      | 3:2P                  | 5:0      | 6:1      | 4:0      | ESC Planegg |           | 3:2P      | 2:0       | 4:1                   | 7:0       | 3:1       | 16:0      |
| 1:5      |          | 2:0      | 6:3                   | 8:1      | 6:5P     | 11:1     | Memmingen   | 2:5       |           | 2:3       | 5:4                   | 4:0       | 1:2       | 7:0       |
| 3:2P     | 1:0P     |          | 1:5                   | 6:2      | 2:1      | 2:0      | Bergkamen   | 0:5       | 0:2       |           | 2:4                   | 7:1       | 4:3P      | 9:0       |
| 0:5      | 5:2      | 6:3      |                       | 4:1      | 4:6      | 7:1      | OSC Berlin  | 0:5       | 5:4P      | 4:3P      |                       | 8:0       | 4:3P      | 19:0      |
| 1:3      | 1:4      | 1:5      | 2:5                   |          | 0:9      | 2:1V     | Garmisch    | 1:7       | 0:11      | 1:3       | 0:14                  |           | 0:6       | 5:0       |
| 1:5      | 1:0P     | 2:0      | 5:4                   | 8:2      |          | 14:1     | Ingolstadt  | 0:6       | 0:3       | 2:1       | 6:5P                  | 5:0       |           | 17:0      |
| 0:12     | 1:7      | 0:11     | 0:10                  | 0:3      | 0:12     |          | Mannheim    | 0:11      | 0:9       | 0:8       | 0:14                  | 1:2       | 0:11      |           |

## Tabelle
Endstand: 8. März 2015
| Platz        | Mannschaft                | Spiele | S3 | S2 | N1 | N0 | T   | GT  | Diff. | Punkte |
| ------------ | ------------------------- | ------ | -- | -- | -- | -- | --- | --- | ----- | ------ |
| Gold Medal   | ESC Planegg/Würmtal       | 24     | 20 | 2  | 1  | 1  | 129 | 22  | +107  | 65     |
| Silver Medal | ECDC Memmingen            | 24     | 14 | 1  | 4  | 5  | 103 | 48  | +55   | 48     |
| Bronze Medal | ERC Ingolstadt            | 24     | 13 | 2  | 3  | 6  | 121 | 57  | +64   | 46     |
| 4.           | OSC Berlin                | 24     | 12 | 1  | 4  | 7  | 137 | 67  | +60   | 44     |
| 5.           | EC Bergkamener Bären      | 24     | 10 | 3  | 1  | 10 | 76  | 50  | +26   | 37     |
| 6.           | SC Garmisch-Partenkirchen | 24     | 3  | 1  | 0  | 20 | 26  | 131 | −105  | 11     |
| 7.           | Maddogs Mannheim          | 24     | 0  | 0  | 1  | 23 | 6   | 223 | −217  | 1      |

## Beste Spielerinnen
Die Liste stellt die Spielerinnen mit den meisten Punkten nach der offiziellen Datenbank dar. Sie weicht bei einigen Angaben bezüglich Toren und Punkten von anderen Angaben ab.
| Spielerin           | Verein            | Tore | Assists | Punkte |
| ------------------- | ----------------- | ---- | ------- | ------ |
| Lauren Barnes       | ERC Ingolstadt    | 33   | 32      | 65     |
| Andrea Lanzl        | ERC Ingolstadt    | 21   | 39      | 60     |
| Arielle O’Neill     | OSC Berlin        | 24   | 28      | 52     |
| Julia Zorn          | ESC Planegg       | 20   | 29      | 49     |
| Kerstin Spielberger | ESC Planegg       | 25   | 21      | 46     |
| Monika Bittner      | ESC Planegg       | 15   | 24      | 39     |
| Erin Normore        | Memmingen Indians | 17   | 21      | 38     |
| Nicola Eisenschmid  | Memmingen Indians | 18   | 15      | 33     |
| Lisa Schuster       | OSC Berlin        | 22   | 08      | 30     |
| Emily Nix           | OSC Berlin        | 18   | 12      | 30     |
| Alexandra Vakos     | ESC Planegg       | 11   | 19      | 30     |
| Kathlen Smith       | Memmingen Indians | 19   | 10      | 29     |
| Laura Kluge         | OSC Berlin        | 18   | 10      | 28     |
| Stephanie Ramsay    | OSC Berlin        | 18   | 10      | 28     |

## Meisterkader
| Deutscher Meister ESC Planegg | Tor: Lena Schuster, Julia Graunke, Sandra Abstreiter Abwehr: Jessica Ujcik, Lena Düsterhoft, Yvonne Rothemund, Monika Pink, Ines Strohmair, Viona Harrer, Jennifer Schuster Angriff: Julia Zorn, Kerstin Spielberger, Monika Bittner, Alexandra Vakos, Chelsea van Glahn, Katharina Gerstmair, Bettina Evers, Sandra Hany, Theresa Wagner, Bernadette Karpf, Sophie Kratzer, Tamara Lan Yee Chiu, Franziska Feldmeier Trainer: Brian Ashton |